# هفت‌چشمه (آذرشهر)
هفت‌چشمه یکی از روستاهای استان آذربایجان شرقی است که در دهستان قبله‌داغی بخش حومه شهرستان آذرشهر واقع شده است. این روستا در ارتفاع بیش از ۱۸۰۰ متری از سطح دریا قرار دارد.. واثار تاریخی زیادی دارد وتپه معروف تپه دیپی مربوط به دوران قبل از اسلام در این روستا قرار دارد و ثبت ملی شده است وهمچنین این روستا دارای چشمه‌ها وطبیعت بکر ودره‌های سر سبز ومساعد پذیرش گردشگران است و وبلندترین کوه شهرستان آذرشهر کوه کرکس با ارتفاع ۲۵۸۰ متر در این روستا قرار دارد از خاندانهای با اصالت ان می‌توان به طایفه رنجیان و طایفه حنیفی -محمدباقری؛ اسدی وطایفه جماتلو (محمدی) می‌توان اشاره کرد. این روستا ۱۷۵۵ نفر جمعیت دارد.

## مردم‌شناسی
مردم این روستا شیعه مذهب می‌باشند و به زبان ترکی آذربایجانی تکلم می‌نمایند.

## جاهای دیدنی
بؤیوک چشمه
بستان اجر
کوه کرگز
کوه قاف
کولگلی چای
سد مخزنی خاکی
گالاگای دره‌سی